# Guillaume Peyrusse
Guillaume-Joseph-Roux Peyrusse (Carcassonne, 14 juin 1776 - Carcassonne, 27 mai 1860), est un fonctionnaire et homme politique français, trésorier de Napoléon Ier sous le Premier Empire et maire de Carcassonne pendant la monarchie de Juillet sous Louis Philippe.

## Biographie

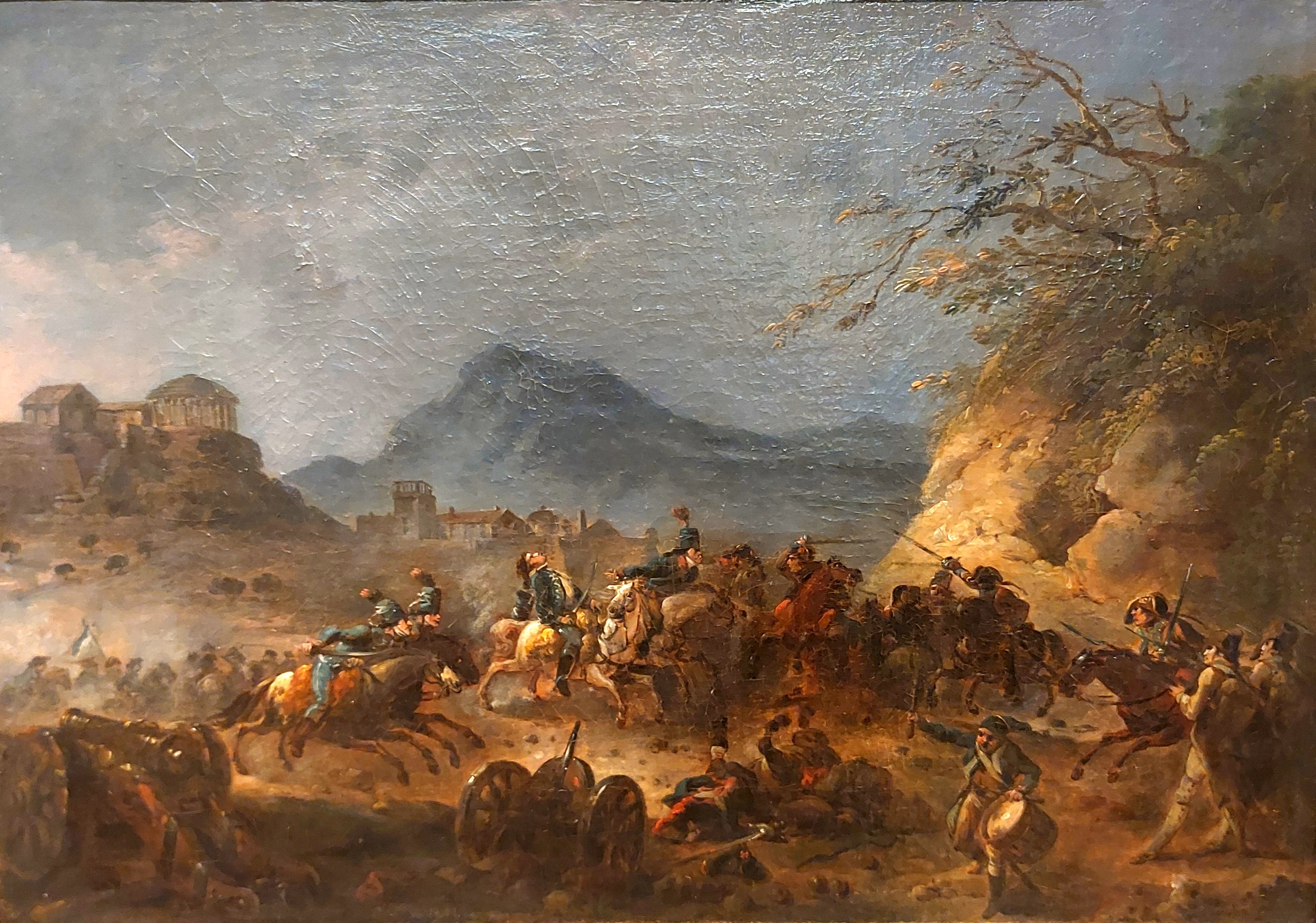
La campagne du Roussillon, peinture de Jacques Gamelin, visible au Musée des beaux-arts de Carcassonne.

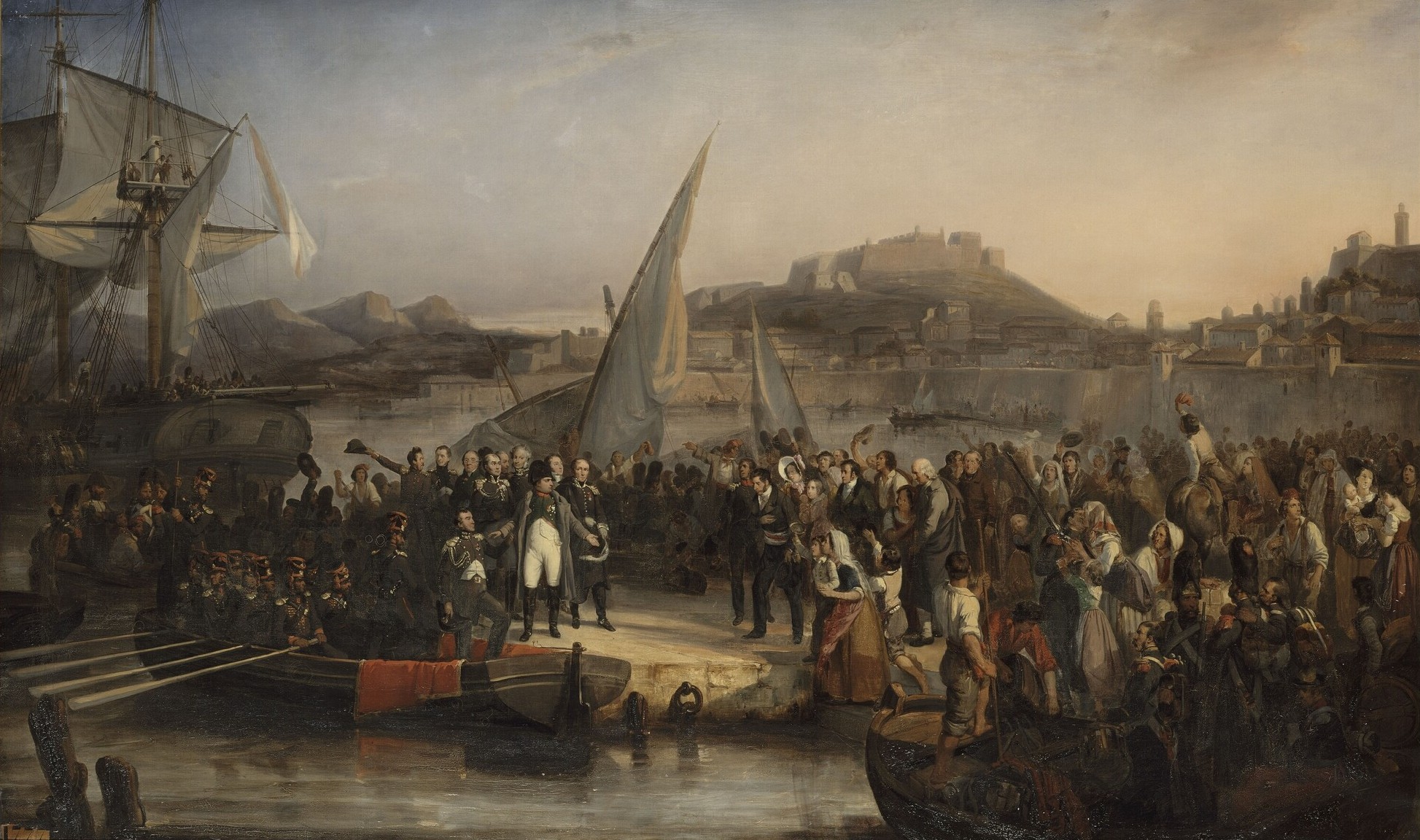
Napoléon I^{er} quittant l'île d'Elbe pour revenir en France, s'embarque dans le port de Portoferraio, 26 février 1815, huile sur toile, Joseph Beaume, 1836, château de Versailles. Dans ce tableau, Napoléon salue les habitants de l'île d'Elbe avant son départ ; il est entouré par le trésorier Guillaume Peyrusse (derrière-lui sur sa gauche) et les généraux Antoine Drouot, Henri Gatien Bertrand et Pierre Cambronne.

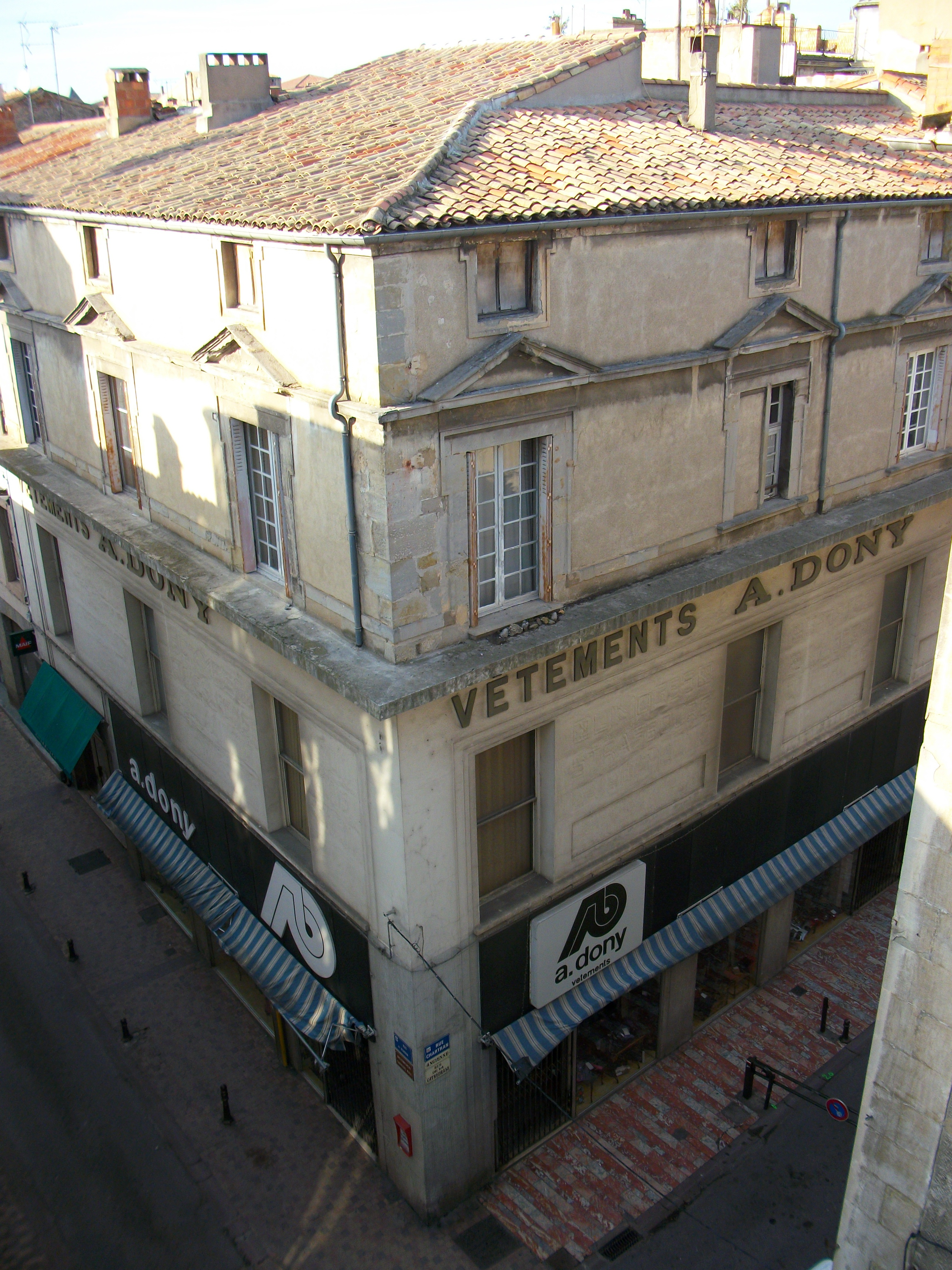
La maison natale de Guillaume Peyrusse, située à l'angle des rues de Verdun et Jean-Hacynthe-Sébastien-Chartran, dans la bastide Saint-Louis à Carcassonne.

Il est Issu d'une famille de bourgeois et négociants en draps. Son père, Dominique (1734-1818), consul de Carcassonne en 1769, était marié avec Louise-Anne Pascal (1841-1801), la fille du fondateur et directeur de la manufacture royale de Montolieu, Louis Pascal (1695-1752). Sa maison natale se situe dans l'hôtel particulier édifié pour Bernard Reich de Pennautier, Trésorier de France et des États du Languedoc, qui accueillit à cet endroit le roi Louis XIII le 14 juillet 1622 et abrita de 1626 à 1628 le peintre Nicolas Tournier.

### Soldat pendant la Révolution française
Guillaume Peyrusse, s'engage à 17 ans, le 13 septembre 1793, au début de la guerre du Roussillon dans la Compagnie des chasseurs du bataillon de la masse de Carcassonne, puis dans l'armée des Pyrénées-Orientales où il servira sous les commandements des généraux, Luc Dagobert et Jacques-François Dugommier. Jusqu'en 1798, il occupe des fonctions de soldat et de secrétaire d'état major. Tombé malade, il est réformé et regagne sa ville natale. Il trouve du travail à la manufacture de Montolieu, dirigée depuis 1760 par Pierre-André-Louis Thoron (1748-1818) .

### Entrée au Trésor de la Couronne
Son frère, André (1774-1854) alors receveur payeur de l'armée du Hanovre,, le fait entrer à partir de 1805 comme commis dans les bureaux du Trésor de la Couronne au service de la maison de l'Empereur, sous les ordres du comte Martin-Roch-Xavier Estève,. André Peyrusse avait noué, à la suite de son frère ainé, Louis-Vincent (1762-1831) commissaire de la marine à Toulon et Lorient, des liens d'amitiés en Égypte avec le comte Estève, après avoir été le secrétaire du général Jean-Baptiste Kléber jusqu'à sa mort en 1800.

### Trésorier de l'Empereur
Nommé inspecteur en 1808, Guillaume Peyrusse part faire la campagne d'Allemagne et d'Autriche en 1809, où il sera payeur de l'ambassade chargée d'aller recevoir l'impératrice Marie-Louise d'Autriche à Braunau.
Sous la protection du Duc de Frioul, le Grand maréchal du palais Géraud Christophe Michel Duroc en sa qualité de chef des recettes du Trésor à partir de 1810, il est désigné par le baron François Roullet de La Bouillerie (trésorier général de la Couronne) pour remplir les fonctions de payeur du Trésor de la Couronne afin de suivre l’Empereur en Russie.
Il participe aux campagnes de Russie, de Saxe et de France. Pendant la campagne de Russie, au retour de Napoléon à Paris, il passe brièvement au service du roi de Naples, Joachim Murat, à partir du 5 décembre 1812. Celui-ci lui rappellera, lors d'un entretien, son séjour en garnison à Carcassonne en 1788, au début de sa carrière militaire, avec le 6e régiment de chasseurs à cheval des Ardennes.

En 1814, sur recommandation du comte Pierre Daru, qui écrira dans un rapport remis à Napoléon :
« Mr Peyrusse, à la retraite de Moscou, a sacrifié tout ce qui lui appartenait pour sauver le Trésor, les papiers et les bijoux de votre Majesté, ainsi que toute sa comptabilité; il a mis dans la reddition de ses comptes une probité qui a été jusqu'au scrupule »
Il est nommé sous-inspecteur aux revues de 1ère classe dans la Garde impériale (avec le rang de colonel et un traitement de 21 000 fr). Il est promu, le 23 mars, chevalier de la Légion d'honneur.

### Séjour sur l'île d'Elbe
La même année, après la première abdication de Napoléon Ier, il le suit avec le titre de trésorier général de l'Empereur et receveur général de la principauté de l'île d'Elbe, où il tisse des relations amicales avec le directeur des mines de fer, André Pons de l'Hérault, qui perdureront jusqu'à sa disparition en 1853.

### Les Cent-Jours
De retour en France en 1815, promu baron d'Empire par décret le 27 mars, il sera, durant les Cent-Jours, trésorier général de la Couronne et élevé, le 21 juin, au grade d'officier de la Légion d'honneur. Alors qu'il est à peine installé au plus haut échelon de sa fonction, la défaite de Waterloo, le 18 juin, signe la fin de son mandat. Guillaume Peyrusse cède son poste au baron de La Bouillerie et ne suit pas, malgré sa demande, Napoléon à Sainte-Hélène. Le 8 juillet, il remit son service et quitta définitivement le palais des Tuileries.

Ayant servi dans l'armée pendant la Révolution et l'Empire, il écrira postérieurement dans une note conservée à la bibliothèque de Carcassonne :
« J'évite d'entrer dans le développement d'opérations militaires. Étranger à cette noble carrière, exclusivement occupé de ma trésorerie, j'étais au quartier général de Sa Majesté, attentif à mes fourgons, prêt à tourner bride abattue à l'approche de l'ennemi ».

### Retour à Carcassonne
À l'issue de la Seconde abdication de Napoléon Ier, retiré dans sa maison familiale du chef-lieu de l'Aude, et dans son « domaine de Lassac » à Limousis, situé à proximité, Guillaume Peyrusse, consacre une existence discrète, pendant les premières années du règne de Louis XVIII, ponctuée de travaux liés à l'agriculture et à la mise en ordre de sa volumineuse comptabilité de l'île d'Elbe. Il épouse à Roujan (Hérault), le 2 décembre 1818, Marie-Ambroisine-Eugènie Cabal (1794-1883). Une fille est issue de cette union : Louise (1819-1883), qui se mariera avec Augustin Cornet (1817-1889), le 17 avril 1847,.

### Le codicille du testament de NapoléonIer
Le testament de Napoléon Ier enregistré à Londres en 1821, renfermait un troisième codicille dont le deuxième paragraphe portait la mention suivante :
« J'avais chez le banquier Torlonia, de Rome, 2 à 300 000 francs en lettres de changes, de mes revenus de l'île d'Elbe ; depuis 1815, le sieur Peyrusse, quoiqu'il ne fut plus mon trésorier et n'eût pas de caractère, a tiré à lui cette somme : on lui fera restituer ».
Cette terrible accusation, fut démentie par le général Henri-Gatien Bertrand, compagnon de l'Empereur à Sainte-Hélène, ministre de l'Intérieur, gouverneur des affaires civiles sur l'île d'Elbe, qui témoigna avec le comte Charles-Tristan de Montholon, le valet Louis-Joseph Marchand (ses exécuteurs testamentaires) et le baron Agathon Jean-François Fain, de la probité de Peyrusse pour le mémoire explicatif que celui-ci rédigea afin de se disculper. Le général Bertrand attribua, ce codicille malheureux, à une humeur passagère de l'Empereur à la fin de son existence.
Le prince-président, Napoléon III après son passage à Carcassonne le 9 octobre 1852, où il salua à la préfecture, Guillaume Peyrusse, avant de le recevoir en audience au Palais de Saint-Cloud le 30 juin 1853, lui attribua la médaille de Sainte-Hélène et le promu commandeur de la Légion d'honneur au titre « d'ancien trésorier de l'Empereur » par décret publié le lendemain de cette visite. Guillaume Peyrusse par ce geste fut définitivement lavé de tout soupçons de malversations par le propre neveu de Napoléon Ier.

### Maire de Carcassonne
Nommé le 21 juin 1831, sous-intendant au service de l'intendance militaire, il est élu conseiller municipal la même année, avant d'être désigné maire de Carcassonne en 1832 sous Louis Philippe jusqu'en 1835, date à laquelle il démissionne et est remplacé par l'ancien chef de bataillon, Jean-Louis Sarrand (1784-1842) qui participa à treize campagnes napoléoniennes entre 1803 et 1815 jusqu'à celle de Waterloo. Guillaume Peyrusse fut également conseiller général de l'Aude du canton de Carcassonne-Centre de 1833 à 1840.
L'une de ses grandes réalisations à la tête de la municipalité sera la création de la Caisse d'épargne et de prévoyance, avec l'autorisation du gouvernement, en avril 1833.

### Fin de vie

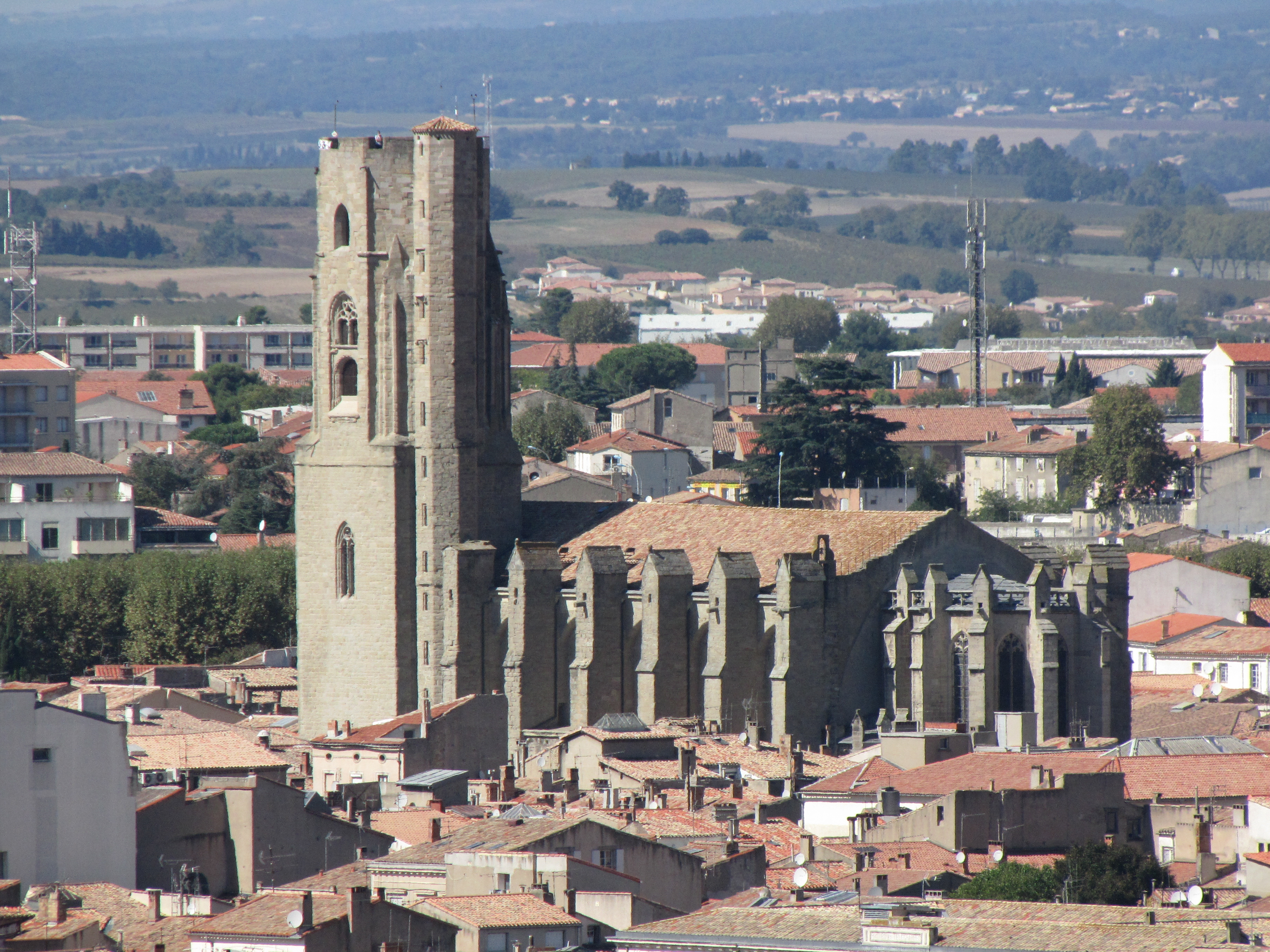
L'église Saint-Vincent à Carcassonne.

Ayant survécu à l'épidémie de choléra de 1854, dans les dernières années de son existence, il occupera la modeste fonction de marguiller de l'église Saint-Vincent (ce qui lui vaudra d'être inhumé un temps dans la chapelle du cimetière éponyme avant que sa tombe ne soit déplacée quelques mètres plus loin), de trésorier du « Cercle du Salon » situé à l'emplacement de la Maison des Mémoires dont il fut l'un des membres fondateurs en 1827 et de président de la Société des arts et des sciences (1859). Il appartenait à la loge maçonnique de « l'Aigle française » et  à celle de « la Persévérance » ,. 

Ces quelques vers écrits à son sujet résument la fin de son existence :
« Le marguillier de Saint-Vincent, La tête en l'air, le nez au vent, Courant les bancs après le prône, Pense au trésor de la Couronne ! Puis tout bas, il se dit : Sic transit gloria mundi (ainsi passe la gloire du Monde) ».
il repose au cimetière Saint-Vincent (allée 7, tombe no 191) qui domine la bastide Saint-Louis et la Cité médiévale.

## Décorations
- Commandeur de la Légion d'honneur (1853)[19]
- Médaille de Sainte-Hélène (1853)
- Officier de la Légion d'honneur (1815)
- Chevalier de la Légion d'honneur (1814)

## Postérité

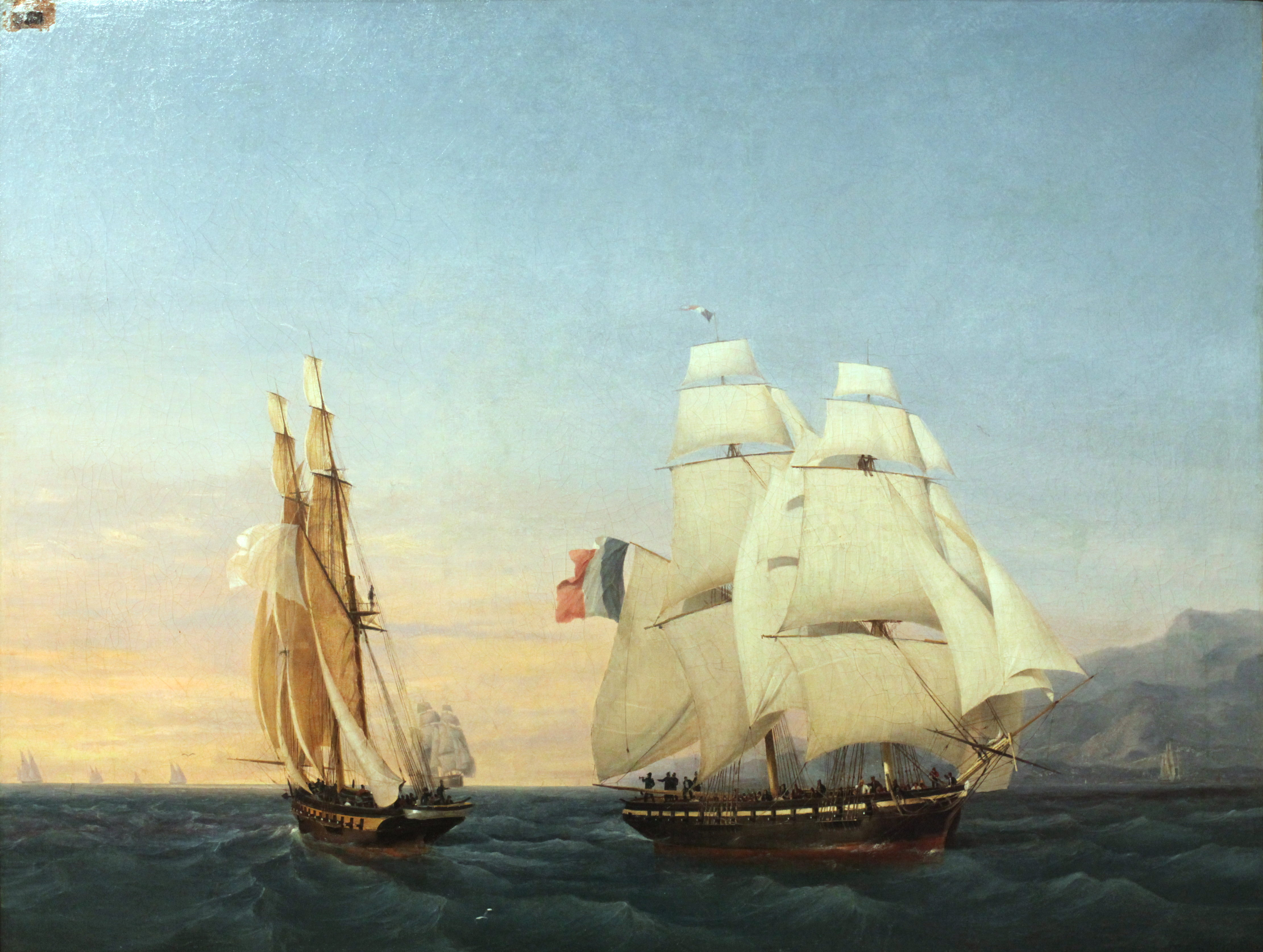
Le brick L'Inconstant à bord duquel Napoléon 1er utilisa la longue-vue de Guillaume Peyrusse à son retour de l'île d'Elbe par Ambroise Louis Garneray (musée national de la Marine, Toulon).

Son gendre, Augustin Cornet, un érudit local, qui rajouta celui de Peyrusse à son patronyme, donna à la ville en décembre 1869, pour remplir le vœu de son beau-père, des objets, dont certains ayant appartenu à l'Empereur, avec plus de 400 pièces concernant, entre-autres, la comptabilité des administrations diverses de l'île d'Elbe, pendant le séjour de l'Empereur, la comptabilité du payeur des voyages de S.M, pendant les campagnes de 1809 à 1814, et la comptabilité du quartier impérial pendant les Cent-jours. Aujourd'hui, ses documents, d'une valeur scientifique indéniable, sont conservés par la médiathèque de Carcassonne Agglo avec une partie des archives d'André Pons de l'Hérault.
Le musée des beaux-arts de Carcassonne, possède outre son portrait peint en miniature par Édouard Corbet vers 1815 et deux daguerréotypes du baron et de son épouse, photographiés par Malbret vers 1850,  la longue-vue qui servit à l'Empereur Napoléon Ier, du 26 février au 1er mars 1815, lors de son retour de l'île d'Elbe sur le brick l'Inconstant. Donnée par le capitaine anglais de la frégate l'Inébranlable, Thomas Ussher, à Guillaume Peyrusse, elle fut redécouverte dans les réserves du musée en 2011,,,,,,,.

## Hommages

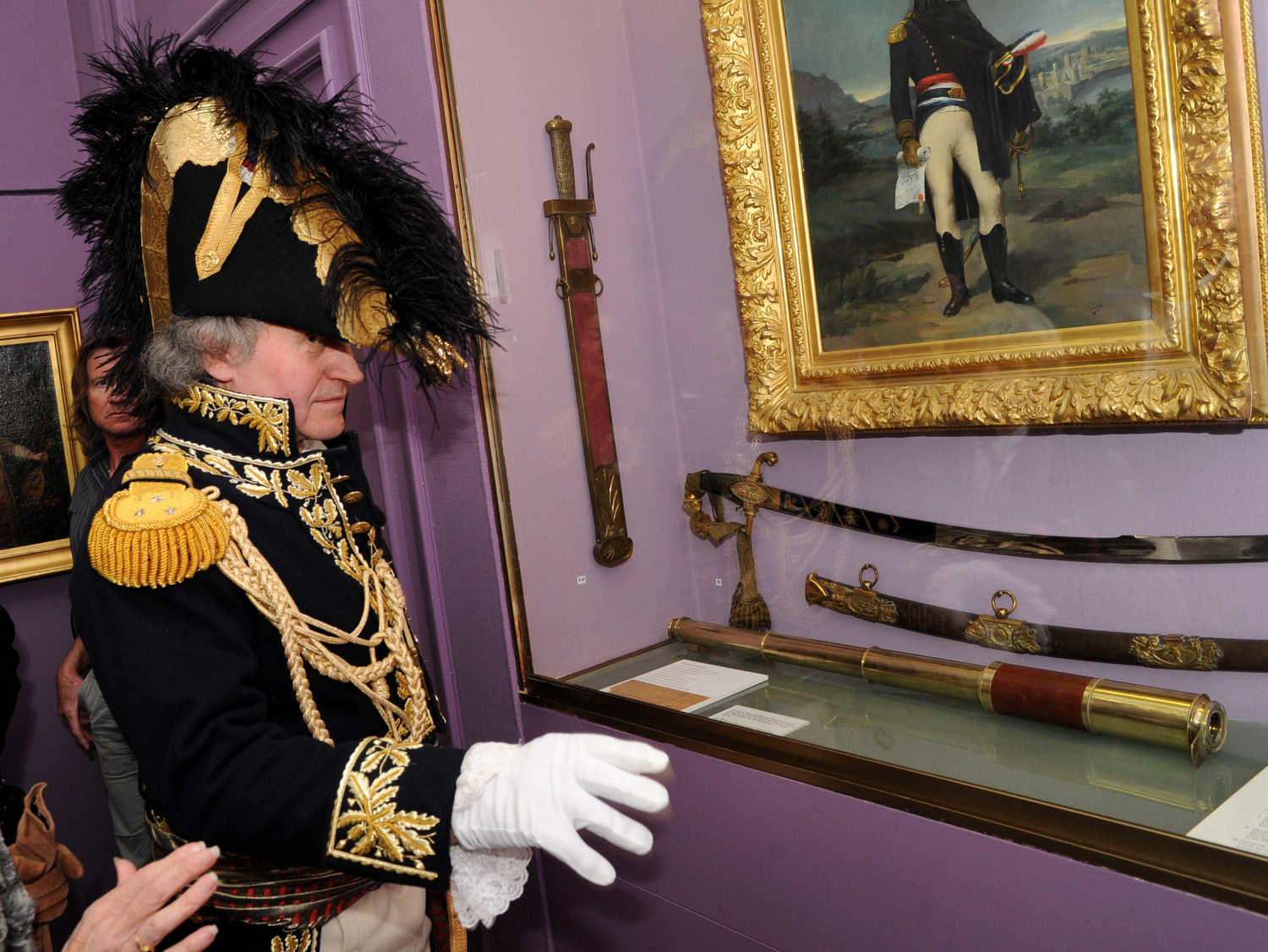
Cérémonie en 2015 au musée des beaux-arts de Carcassonne, devant la longue-vue léguée par Guillaume Peyrusse, utilisée par Napoléon Ier, à son retour de l'île d'Elbe.

- Le 29 mai 1860, d'imposantes funérailles se déroulèrent avec un important cortège de personnalités civiles, religieuses et militaires où cinq draps mortuaires étaient tenus par les membres de la Société des médaillés de Sainte-Hélène, de la Société des arts et des sciences, de la Commission des hospices et des élèves de l'École normale. L'escorte était assurée par un détachement du 10e régiment de chasseurs à cheval[29].
- Le 28 juin 1914, l'Académicien français, Frédéric Masson, spécialiste des études napoléoniennes, écrira dans une lettre adressée à son biographe, Jean Amiel (1882-1964) : «  Peyrusse était un homme de cœur et d'esprit, il mérite une place à part dans la Galeries des hommes de l'Empire ».
- Le 16 juin 2011, à l'initiative de l'Association des amis de la ville et de la cité, en présence des représentants de l'Académie des arts et des sciences de Carcassonne, du Souvenir napoléonien, des Amis du patrimoine napoléonien et du député-maire de Carcassonne, Jean-Claude Perez , une plaque commémorative fut inaugurée sur sa tombe au cimetière Saint-Vincent[30],[31],[32].
- Depuis le 1er novembre 2012, à l'occasion de La Toussaint, la municipalité fait fleurir sa tombe ainsi que toutes celles des anciens maires de Carcassonne situées sur la commune[33].
- Le 6 mai 2014, à la suite d'une délibération du conseil municipal présidé par le maire, Gérard Larrat, une rue de Carcassonne à son nom lui est attribué en sa qualité d'ancien premier magistrat de la ville[34].
- Le 27 février 2015, à l'occasion du bicentenaire du retour de Napoléon Ier de l'île d'Elbe, une cérémonie de présentation de la longue-vue, fut organisée au Musée des beaux-arts, par la ville de Carcassonne avec l'Association des amis de la ville et de la cité et des membres (en tenue d'apparat) de l'Association des amis du patrimoine napoléonien[35].